# Itáliai Köztársaság
Ez a szócikk az 1802–1805 között fennállt napóleoni köztársaságról szól. A mai Olasz Köztársaságot lásd itt.
Az Itáliai Köztársaság (olasz nevén Repubblica Italiana, franciául République italienne): 1802–1805 között fennálló történelmi állam volt Észak- és Közép-Itáliában, a francia forradalom exportjának gyümölcse, hivatalosan a Francia Köztársaság testvérköztársasága (République soeur), valójában csatlós állam, amelyet Napoléon Bonaparte tábornok, a Francia Köztársaság első konzulja hozott létre a korábban szintén általa kreált csatlós Ciszalpin Köztársaság jogutódjaként. Ennek Törvényhozó Tanácsa (Consulta Legislativa) Lyonban megtartott gyűlésén elfogadta a köztársaság új alkotmányát, és 1802. január 26-án köztársasági elnökké választotta Bonaparte tábornokot. Az állam fővárosa Milánó volt. Az Itáliai Köztársaság 1805. március 18-ig-ig állt fenn, amikor Bonaparte tábornok, ekkor már I. Napóleon néven az Első Francia Császárság uralkodója a köztársaságot Itáliai Királysággá alakította át.

## Története

### Előzményei

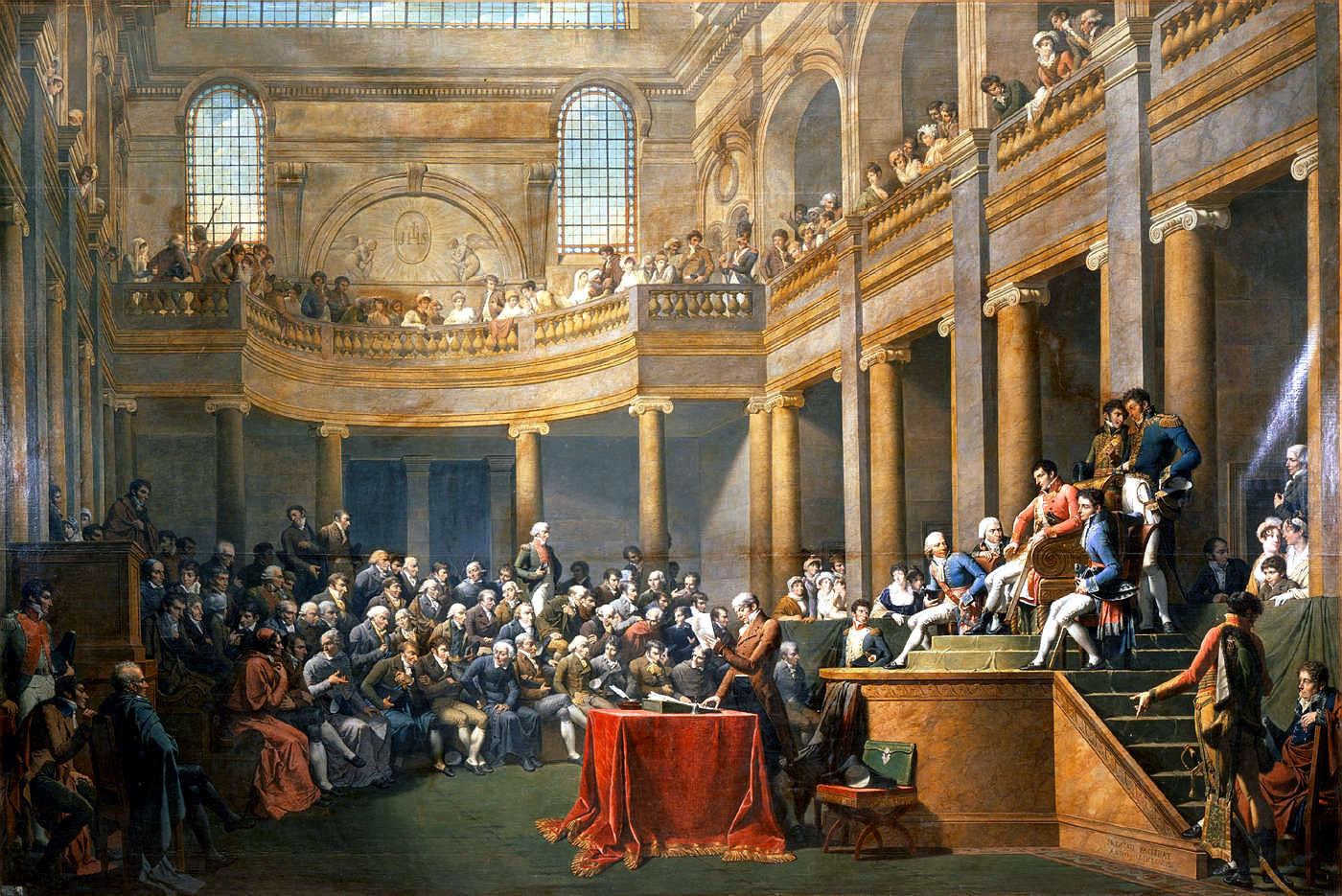
1802. január 26., Lyon: A Ciszalpin Köztársaság törvényhozó tanácsa (Consulta legislativa) lyoni ülésén köztársasági elnökké választja Napoléon Bonaparte első konzult.
(Nicolas-André Monsiau festménye)

Az 1796-os itáliai hadjárat során Bonaparte tábornok csapatai több csatlós köztársaságot hoztak létre Észak- és Közép-Itáliában, köztük a Ciszpadániai Köztársaságot (Modena, Reggio, Ferrara és Bologna területén) és a Transzpadániai Köztársaságokat (a Milánói Hercegség és Mantova területén). 1797-ben e kettő egyesítéséből létrehozta a Ciszalpin Köztársaságot, amelynek állami létét az 1797 októberében megkötött Campo Formió-i békeszerződés megerősítette. A Ciszalpin Köztársaság területét Bonaparte folyamatosan növelte: még 1797-ben októberében hozzácsatolta a Graubündentől elszakított Veltlin (olaszul: Valtellina) tartományt, Bormióval és Chiavennával együtt.
1799 májusában a második koalíció csapatai átmenetileg megdöntötték a Ciszalpin Köztársaságot. 1799. november 9-én (a francia forradalmi naptár szerint VIII. évi brumaire 18-án) Bonaparte tábornok államcsínyt hajtott végre, és Franciaországban létrehozta a konzuli rendszert. Első konzulként lényegében katonai diktatúrát hozott létre, a végrehajtó hatalmat saját kezében összpontosította. 1800 júniusában a marengói győzelem révén Bonaparte helyreállította hatalmát Itáliában. 1801 februárjában, a lunéville-i békeszerződés alapján a Ciszalpin Köztársasághoz hozzácsapta még a Velencei Köztársaság területének egy részét is (az Etsch (Adige) folyóig) és Marche tartományt. Az állam területe ekkor 42 500 km²-re növekedett, 3 240 000 lakossal.
A megnövekedett területű Ciszalpin Köztársaságban új, az előzőnél lényegesen kevésbé liberális alkotmányt hirdettek ki. A korábbi kettő helyett csak egykamarás törvényhozó testület alakult (Consulta Legislativa), a végrehajtó hatalom a 4 fős kormányzótanács (Governo) kezébe került. A Consulta Legislativa tagjait (magas köztisztviselőket, katonatiszteket, a kormány tagjait, egyházi vezetőket, a városi magisztrátusok tagjait, az egyetemek vezetőit) a Ciszalpin Köztársaságban állomásozó francia haderők parancsnoka, Murat tábornok jelölte ki.

### Kikiáltása
A konszolidáció után Bonaparte tábornok, a Francia Köztársaság első konzulja úgy döntött, Itáliában is bevezeti a francia mintájú konzuli hatalmi rendszert. 1801 decemberében a franciaországi Lyonba rendelte a Ciszalpin Köztársaság törvényhozó tanácsának, a Consulta Legislativának tagjait. A nagygyűlést (comitia) a Központi Iskola (École Centrale) épületében, a volt Szentháromság Kollégiumban (Collège de la Trinité) tartották (ma: Ampère Líceum). A francia kormánytagok által irányított gyűlés résztvevői elfogadták a Bonaparte által követelt konzuli kormányzati rendszert.
1801. december 26-án kihirdették a Köztársaság új, erősen autoriter jellegű alkotmányát, amely jelentős hatalmat összpontosított az államfő kezében. A franciaországi konzuli rendszerhez hasonlóan a főhatalmat gyakorló személy nevezte ki nemcsak a minisztereket, de a törvényhozó tanács tagjait is. Az új Köztársaság nevét Bonaparte Itáliai Köztársaságra változtatta.
A Consulta Legislativa 418 küldöttéből 30 fős bizottság alakult, akiket megbíztak, tegyenek javaslatot a köztársaság elnökének személyére. Talleyrand külügyminiszter követelésére a harmincak 1802. január 24-én egyedüli jelöltként Napoléon Bonaparte polgártársat nevezték meg, akit a gyűlés meg is választott. Az új Itáliai Köztársaság elnökének ünnepélyes beiktatására január 26-án került sor.
Nicolas-André Monsiau francia festő (1754–1837) grandiózus festményen örökítette meg ezt a jelenetet: a Consulta Legislativa lyoni ülésén megjelent Bonaparte első konzul a feleségével, Joséphine-nel és fogadott leányával, Hortense-szal, Murat tábornok és Talleyrand külügyminiszter kíséretében. A Konzulátus éveiben a festményt, amely a Köztársaság első emberét és az őt választó nép küldötteit mutatja, kiemelt helyen, a Tuileriák palotájának Diana galériájában függesztettek ki. Napóleon császárrá választásának idején raktárba tették, helyére a császár dicsőséges haditetteit bemutató mű került. A Bourbon-restauráció alatt raktárban porosodott, 1830-ban I. Lajos Fülöp francia király a történelmi múzeummá alakított Versailles-i kastélyba helyeztette.

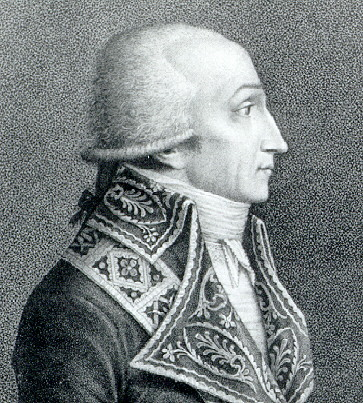
Francesco Melzi d’Eril, 1802-től az Itáliai Köztársaság alelnöke

### Kormányzata
Az Itáliai Köztársaság a Ciszalpin Köztársaság 1801 decemberében elfogadott kormányzati rendszerét örökölte, ez maradt fenn 1805-ig, a Köztársaság megszűnéséig. Bonaparte elnök még 1802-ben Francesco Melzi d’Erilt (1753–1816) nevezte ki a köztársaság alelnökévé, ami gyakorlatilag kormányfői hatalmat jelentett.
Az új kormány stratégiai célul tűzte ki a Franciaországtól való szoros függés lazítását, az óvatos törekvést a nagyobb függetlenség felé, és az Appennini-félsziget államainak egy egységes államban való egyesítését. Melzi d’Eril tehetséges és hűséges emberekkel vette körül magát, kormányának tagjai voltak Ferdinando Marescalchi és Giuseppe Prina, hadügyminiszterévé Alessandro Trivulzit tette meg. Korszerű polgári közigazgatási rendszert dolgoztak ki. Közhivatali állásra bárki pályázhatott, vagyoni cenzus nélkül. Nagyarányú közmunkákat indítottak le.
Melzi d’Eril igen körültekintően munkálkodott. 1803-ban konkordátumot kötött az egyházzal. Erős nemzeti haderő felállítására tett javaslatot. Bevezette az általános sorkötelezettséget. A közigazgatásra és a haderő fejlesztésére vonatkozó terveit maga Bonaparte elnök is támogatta, mivel a ciszalpin – majd itáliai – hadsereget saját hódító hadjárataiban kívánta felhasználni, de az autonómia-törekvéseket csak addig tolerálta, amíg azok a francia nagyhatalmi érdekeknek megfeleltek. A kormánynak rendszeresen meg kellett hátrálnia az Itáliában állomásozó francia haderők parancsnokával, Murat tábornokkal szemben, aki kérlelhetetlenül képviselte Bonaparte elnök erős akaratát.

### Köztársaságból királyság
Miután 1804-ben Bonaparte polgártárs, tábornok, francia első konzul I. Napóleon néven Franciaország császárává koronáztatta magát, e „rendszerváltás” rövidesen megtörtént a csatlós államokban is. 1805. március 17-én Napóleon császár, Itália köztársasági elnöke császári proklamációjában megszüntette az Itáliai Köztársaságot, helyette létrehozta az Itália Királyságot, és május 26-án a milánói dómban Lombardia ősi vaskoronájával Itália királyává koronáztatta magát. Az Itáliai Királyság 1814-ig, a napóleoni háborúk végéig állt fenn.

## Zászlaja

Az Itáliai Köztársaság tengerészeti zászlaja (1802–1805)

Bonaparte itáliai hadjárata megdöntötte a feudális fejedelemségeket. Csatlós államokat hozott létre, köztük a Transzpadániai Köztársaságot, amely a zöld, fehér és piros színeket tűzte zászlajára, vízszintes sávokban, valószínűleg Milánó címeréből kölcsönözve. A Ciszpadániai Köztársaság 1798-ban ugyanezen színeket függőleges sávokba rendezte, a francia trikolórhoz hasonlóan. A két állam összevonásából létrejött Ciszpadániai Köztársaság zászlaja egészen 1802-ig ezt utóbbi elrendezést tartotta meg. Ez a mai olasz nemzeti lobogótól csak méretarányaiban különbözött. 1802. augusztus 20-án az Itáliai Köztársaság kormánya, Alessandro Trivulzi hadügyminiszter javaslatára új zászlómintát fogadott el, amely három egymásba foglalt, elforgatott helyzetű rombuszból állt, de a nemzeti színeket megtartotta.
1805-ben, amikor a császár Itália királyává koronáztatta magát, a köztársasági zászló közepére behelyezte az arany császári sas képét. A sasos lobogót 1814-ig, Napóleon lemondásáig, az Itáliai Királyság felszámolásáig használták.